# Palacio de Livadia
El Palacio de Livadia (en ucraniano: Лівадійський палац; en ruso: Ливадийский дворец) en Livadia, a tres kilómetros de Yalta en Crimea, al sur de Ucrania, ocupada por Rusia en marzo de 2014. La conferencia de Yalta se celebró allí en 1945, cuando el palacio albergó a Franklin Delano Roosevelt y otros miembros de la delegación estadounidense. Hoy en día el palacio alberga un museo, y también ha sido utilizado por las autoridades ucranianas para las cumbres internacionales. Anteriormente concedido a Lambros Katsonis y posteriormente una posesión de la familia Potocki, la propiedad Livadia se convirtió en residencia de verano de la familia imperial rusa en la década de 1860, cuando el arquitecto Ippolito Monighetti construyó un gran palacio, un palacete, y una iglesia allí. La residencia fue frecuentada por Alejandro II de Rusia, mientras que su sucesor Alejandro III de Rusia solía vivir (y murió) en el palacio más pequeño. El Palacio de Livadia fue un sitio de retiro en verano del último zar de Rusia, Nicolás II y su familia.
El Palacio de Livadia fue el escenario de rodaje de la película soviética El perro del hortelano, basada en la homónima obra de Lope de Vega, dirigida por Yan Frid y producida por los estudios Lenfilm en 1977.